# Fægtning under sommer-OL 1984 – Fleuret (herrer)
Fægtning under sommer-OL 1984 var en ud af de otte discipliner i fægtning under sommer-OL 1984. De var nittende gang at disciplinen blev afholdt. Konkurrencen blev afholdt fra den 1. til 2. august 1984. Der var 58 fægtere fra 26 lande der deltog.

## Deltagere
| Fægter                        | Land                  |
| ----------------------------- | --------------------- |
| Mauro Numa                    | Italien               |
| Matthias Behr                 | Vesttyskland<         |
| Stefano Cerioni               | Italien               |
| Frédéric Pietruszka           | Frankrig              |
| Andrea Borella                | Italien               |
| Matthias Gey                  | Vesttyskland          |
| Philippe Omnès                | Frankrig              |
| Thierry Soumagne              | Belgien               |
| Petru Kuki                    | Rumænien              |
| Liu Yunhong                   | Kina                  |
| Peter Lewison                 | USA                   |
| Abdel Monem El-Husseini       | Egypten               |
| Robert Blaschka               | Østrig                |
| Kenichi Umezawa               | Japan                 |
| Chu Shisheng                  | Kina                  |
| Itzhak Hatuel                 | Israel                |
| Joachim Wendt                 | Østrig                |
| Greg Benko                    | Australien            |
| Shlomo Eyal                   | Israel                |
| Nobuyuki Azuma                | Japan                 |
| Peter Joos                    | Belgien               |
| Stefan Joos                   | Belgien               |
| Bill Gosbee                   | Storbritannien        |
| José Rafael Magallanes        | Venezuela             |
| Harald Hein                   | Vesttyskland          |
| Pierre Harper                 | Storbritannien        |
| Haluk Yamaç                   | Tyrkiet               |
| Greg Massialas                | USA                   |
| Georg Somloi                  | Østrig                |
| Mike McCahey                  | USA                   |
| Nick Bell                     | Storbritannien        |
| Yu Yifeng                     | Kina                  |
| Pascal Jolyot                 | Frankrig              |
| Sergio Luchetti               | Argentina             |
| Bilal Rifaat                  | Egypten               |
| Tadashi Shimokawa             | Japan                 |
| Khaled Al-Awadhi              | Kuwait                |
| Sergio Turiace                | Argentina             |
| Henri Darricau                | Libanon               |
| Edgardo Díaz                  | Puerto Rico           |
| Ahmed Diab                    | Egypten               |
| Majed Abdul Rahim Habib Ullah | Saudi-Arabien         |
| Dany Haddad                   | Libanon               |
| Ahmed Al-Ahmed                | Kuwait                |
| Lee Tai-Chung                 | Kinesiske Taipei      |
| Khaled Fahd Al-Rasheed        | Saudi-Arabien         |
| Ko Yin Fai                    | Hongkong              |
| Lai Yee Lap                   | Hongkong              |
| Abdullah Al-Zawayed           | Saudi-Arabien         |
| Saul Mendoza                  | Bolivia               |
| Lam Tak Chuen                 | Hongkong              |
| Kifah Al-Mutawa               | Kuwait                |
| Yves Daniel Darricau          | Libanon               |
| Tsai Shing-Hsiang             | Kinesiske Taipei      |
| Julito Francis                | Amerikanske Jomfruøer |
| Jeppe Normann                 | Norge                 |
| James Kreglo                  | Amerikanske Jomfruøer |
| Ayman Jumean                  | Jordan                |